# 6.ª División Panzer
La 6.ª División Panzer era una división acorazada en el ejército alemán, el Heer, durante la Segunda Guerra Mundial, se formó el 18 de octubre de 1939 en Wuppertal basándose en el modelo de la División Ligera Mecanizada creada en Francia por el general Charles de Gaulle.

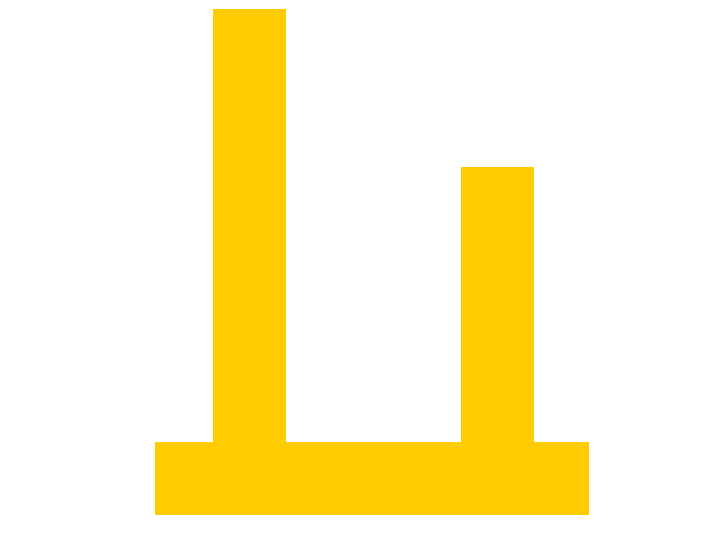
Insignia de 1942 de la División Panzer durante las campañas contra la Unión Soviética.

## Historia
La 6.ª División Panzer se formó el 18 de octubre de 1939 en Wuppertal a partir de la 1.ª División Ligera, participando en la campaña de Europa occidental, en Bélgica, Flandes y en las Ardenas.
La 6.ª División Panzer tomó parte en 1940 en la Batalla de Francia y, terminada ésta, fue transferida al Este. En junio de 1941 fue una de las unidades asignadas a la Operación Barbarroja, dentro del Grupo de Ejércitos Norte cerca de Leningrado; pronto fue destinada al Grupo de Ejércitos Centro, donde luchó en la Batalla de Moscú y en el saliente de Rzhev-Vyazma. En mayo de 1942, como consecuencia de los contraataques rusos del invierno de 1941-42, había sufrido tantas pérdidas, que fue enviada a Francia para reorganizarse. 
Regresó al frente ruso a finales de 1942 y participó en el fallido intento de socorrer al VI Ejército de Friedrich Von Paulus en la Batalla de Stalingrado. A finales de 1942, la División fue asignada al Grupo de Ejércitos Don para intervenir en la Campaña Tormenta de Invierno. 
En 1943 participó en la Batalla de Kursk y en la Batalla de Járkov, y, una vez que el ejército alemán perdió la iniciativa, durante 1944, presionada por las tropas rusas, se retiró dentro del Grupo de Ejércitos Sur a través de Rusia, Ucrania, Hungría hasta Viena. 
A principios de 1945 actuó en los intentos de aliviar el sitio de Budapest y, a continuación, fue llevada de vuelta a Austria, para rendirse cerca de Brno (Checoslovaquia) a los soviéticos el 8 de mayo de 1945 al terminar la II Guerra Mundial.

## Comandantes
| Grado                    | Nombre                         | Periodo                                       |
| ------------------------ | ------------------------------ | --------------------------------------------- |
| General de Tropas Panzer | Werner Kempf                   | 18 de octubre de 1939 - 6 de enero de 1941    |
| Teniente General         | Franz Landgraf                 | 6 de enero de 1941 - junio de 1941            |
| General de Tropas Panzer | Wilhelm von Thoma              | Junio de 1941 - 15 de septiembre de 1941      |
| Teniente General         | Franz Landgraf                 | 15 de septiembre de 1941 - 1 de abril de 1942 |
| Teniente General         | Erhard Raus                    | 1 de abril de 1942 - 7 de febrero de 1943     |
| Teniente General         | Walther von Hünersdorff        | 7 de febrero de 1943 - 14 de julio de 1943    |
| Mayor General            | Wilhelm Crisolli               | 14 de julio de 1943 - 21 de agosto de 1943    |
| Teniente General         | Rudolf Freiherr von Waldenfels | 21 de agosto de 1943 - 8 de febrero de 1944   |
| Teniente General         | Werner Marcks                  | 8 de febrero de 1944 - 21 de febrero de 1944  |
| Teniente General         | Rudolf Freiherr von Waldenfels | 21 de febrero de 1944 - 13 de marzo de 1944   |
| Teniente General         | Walter Denkert                 | 13 de marzo de 1944 - 28 de marzo de 1944     |
| Teniente General         | Rudolf Freiherr von Waldenfels | 28 de marzo de 1944                           |
| Coronel                  | Hans-Otto von Bernuth          | 1944                                          |
| Coronel                  | Friedrich-Wilhelm Jürgens      | 23 de noviembre de 1944 - 18 de enero de 1945 |
| Teniente General         | Rudolf Freiherr von Waldenfels | 20 de enero de 1945 - 8 de mayo de 1945       |

## Condecoraciones
- Broche de combate cuerpo a cuerpo en oro (1)
- Certificado de Mención por el Comandante en Jefe del Ejército (15)
- Cruz Alemana en oro (124)
- Cruz Alemana en plata (3)
- Broche de Honor de las Fuerzas Armadas (28)
- Cruz de Caballero (50, uno de ellos sin confirmar)

## Orden de batalla (ORBAT)

### Composición en octubre de 1939
- 6.ª Brigada de tiradores
  - 4.º Regimiento de tiradores
    - 1.º Batallón de tiradores
    - 2.º Batallón de tiradores
    - 3.º Batallón de tiradores

  - 6.º Batallón de motociclistas
- 11.º Regimiento Panzer
- 65.º Batallón Panzer
- 41.º Batallón antitanque
- 57.º Batallón de Ingenieros de asalto
- 76.º Regimiento de Artillería
  - 1.º Batallón de Artillería
  - 2.º Batallón de Artillería
- 82.º Batallón de Transmisiones
- 57.ª Unidad de apoyo

### Composición en enero de 1940
- 6.ª Brigada de tiradores
  - 4.º Regimiento de tiradores
  - 114.º Regimiento de tiradores
- 6.º Batallón de motociclistas
- 11.º Regimiento Panzer
- 65.º Regimiento Panzer
- 41.º Batallón antitanque
- 57.º Batallón de Ingenieros de asalto
- 76.º Regimiento de Artillería
  - I Batallón de Artillería
  - II Batallón de Artillería
- 82.º Batallón de Transmisiones
- 57.ª Unidad de apoyo

### Composición en marzo de 1943
- 4.º Regimiento de Panzergranadier
- 114.º Regimiento de Panzergranadier
- 11.º Regimiento Panzer
- 6.º Batallón Panzer de reconocimiento
- 41.º Batallón antitanque
- 57.º Batallón de Ingenieros de asalto Panzer
- 76.º Regimiento de Artillería Panzer
  - 1.º Batallón de Artillería Panzer
  - 2.º Batallón de Artillería Panzer
- 82.º Batallón de Transmisiones Panzer
- 57.ª Unidad de apoyo
- 76 Batallón de reemplazo